# Лонзо Бол
Лонзо Андерсон Бол (енгл. Lonzo Anderson Ball; Анахајм, Калифорнија, 27. октобар 1997) амерички је кошаркаш. Игра на позицији плејмејкера, а тренутно наступа за Чикаго булсе. 
Једну сезону је играо за колеџ екипу УКЛА у НЦАА шампионату. Наредне године пријавио се за НБА драфт одакле су га са друге позиције изабрали Лос Анђелес лејкерси. Те 2018. изабран је у другу петорку најбољег руки тима за сезону 2017/18. (најбољи почетници).
Као средњошколац у екипи Чино Хилс, Бол је награђиван вишеструким националним признањима за играча године и успео је да одведе његов тим до државног првенства без пораза у сезони. Као бруцош са колеџа у периоду 2016–17, држао је рекорд по броју асистенција у НЦАА шампионату, а такође је оборио рекорд универзитета УКЛА по броју асистенција у једној сезони. Бол је освојио награду „Ваиман Тисдејл” као најбољи бруцош у шампионату.
Као НБА новајлија са Лејкерсима, његово време у игри било је ограничено повредама рамена и колена, а већину своје друге сезоне провео је на клупи након повреде глежња. На крају сезоне 2018/19. године Лејкерси су га трејдовали у Њу Орлеанс пеликансе у замену за центра Ентони Дејвиса.

## Успеси

### Појединачни
- Идеални тим новајлија НБА — друга постава: 2017/18.